# 7,65 × 20 мм Longue
7,65×20 мм Long (7,65×20mm Longue, 7,65 LPPA, 7,65 LPPM) — французский пистолетный патрон.

## История
Различные источники по-разному истолковывают происхождение этого патрона: французские утверждают, что он является дальнейшим развитием уже существовавшего 7,65 Браунинг, а американские — что он был разработан компанией Remington Arms в США на завершающем этапе Первой мировой войны для применения в приспособлении Педерсена к винтовке Спрингфилда и именовался тогда «.30-18 Automatic».

В период между 1918 и 1920 гг. компания Remington Arms произвела около 65 млн патронов данного типа.
В любом случае, независимо от того, являлся ли этот патрон самостоятельной разработкой Шарля Петтера (англ. Charles Petter), инженера французской фирмы S.A.C.M., либо же доработкой какого-либо из имевшихся образцов, в середине 30-х годов он был принят на вооружение и использовался в самозарядном пистолете Modèle 1935 (конструкции упомянутого Петтера) и в пистолете-пулемёте MAS 38.